# FNaF World
FNaF World (también conocido como Five Nights at Freddy's World) es un videojuego de rol independiente de mundo abierto creado y desarrollado por Scott Cawthon, muchos debaten si este es una Spin-off, pero no lo es ya que se ve relacionado con  FNaF  4» oficial de la serie de videojuegos de Five Nights at Freddy's. El juego fue lanzado el 20 de enero de 2016 a través de Steam, pero vino con una jugabilidad inacabada y una gran cantidad de errores, provocando una mala recepción crítica y, en última instancia, la decisión de eliminar el juego de las plataformas digitales. Poco después, el 8 de febrero de 2016, el juego fue actualizado para ser relanzado de manera gratuita a través de Game Jolt mientras que unos puertos móviles para Android fueron lanzados el 12 de enero de 2017 antes de ser retirados rápidamente debido a su mala optimización. 
FNaF World recibió críticas mixtas a negativas por los medios de la industria, siendo elogiado por sus gráficos y su banda sonora original, pero duramente criticado tanto por su jugabilidad como su dificultad.

## Argumento
En un universo, donde todos los personajes animatrónicos de las primeras cuatro entregas habitan pacíficamente, están ocurriendo una serie de fallas en "Flipside", una dimensión interna del universo, causando inquietud entre los animatrónicos. Uno de ellos, Fredbear, pide que se arreglen estos problemas y, al mismo tiempo, revela un desafío oculto de recolectar relojes e ignorar la situación actual; esto sucederá si el jugador queda inactivo por demasiado tiempo durante una conversación.
Tras haber derrotado a todos los enemigos, se podrán obtener múltiples finales diferentes, dependiendo de las acciones del jugador:
- Los animatrónicos deben enfrentarse contra el último jefe del mundo, un gigantesco búho metálico conocido como "Security". Tras haberlo derrotado, se mostrará un mensaje felicitando al jugador antes de declarar que el juego acaba de terminar; un trofeo de Security aparecerá en el menú.
- Si los animatrónicos escogen a Fredbear como el líder de su grupo e inician una conversación con él mismo, causará que ambos personajes exploten mientras un mensaje menciona que "el mismo Fredbear no puede ocupar el mismo espacio al mismo tiempo"; un trofeo de las piernas de Fredbear aparecerá en el menú.
- Los animatrónicos ingresan a la cuarta capa de "Flipside" a través de un árbol «glitcheado», donde se encontrarán con una entidad de color rojo conocida como "Old Man Consequences", quien les indica que han llegado a un punto sin retorno antes de invitarlos a pescar debido a que no hay otro lugar a donde ir; un trofeo de Freddy Fazbear con una apariencia de 8-bits aparecerá en el menú.
  - Se especula que este personaje es William Afton, que ahora está sufriendo en el infierno, considerando que sus gritos de tormento pueden ser escuchados en el fondo.
- En lugar de entablar una conversación con "Old Man Consequences", los animatrónicos ingresan a su estanque, causando que comiencen a hundirse a medida que sufren varios «glitches». Finalmente, aparecerá una imagen de Scott Cawthon observando una televisión con sus dos hijos; el mismo trofeo obtenido anteriormente aparecerá en el menú.
- Una vez que los animatrónicos recolectan todos los relojes del desafío oculto de Fredbear, abrirán una puerta con un portal que mostrará un mensaje declarando que "las piezas están en su lugar"; un trofeo de un niño llorando aparecerá en el menú.
- Ingresando a través de un callejón sin salida, los animatrónicos deberán enfrentarse contra una de las creaciones más antiguas de Scott Cawthon, el castor Chipper de Chipper & Sons Lumber Co., que está totalmente celoso del gigantesco éxito de Five Nights at Freddy's. Tras ser derrotado, Chipper comentará que "no se ha visto lo último" de él antes de destruirse; un trofeo de Chipper aparecerá en el menú.
- Derrotar a Security en el "modo difícil" causará que los animatrónicos deban enfrentarse contra el verdadero antagonista del juego: Scott Cawthon (representado como una figura humanoide de color azul), que revela haber causado las fallas contra sus propias creaciones debido a que se siente frustrado ante las constantes demandas de sus insatisfechos fanáticos por más entregas en la serie.
  - Tras haber sido derrotado, Cawthon acusará a los animatrónicos de matar a su creador antes de declarar que el juego acaba de terminar porque ahora nadie podrá continuar desarrollándolo; un trofeo de Scott Cawthon aparecerá en el menú.

Con el lanzamiento de la segunda actualización, se agregó una nueva historia involucrando un mundo de Halloween, nuevos animatrónicos y un personaje conocido como el "hombre del escritorio"; Fredbear declara que el juego ha terminado antes de, crípticamente, mencionar que "él" ha perdido la cordura y está creando algo que no puede ser obtenido, pidiendo que se encuentren a miembros rechazados de los animatrónicos que sean lo suficientemente fuertes como para obtenerlo. Atravesando el mundo para poder jugar una serie de minijuegos con los que desbloquear a estos personajes, los animatrónicos se encuentran con una entidad de color morado que es aplastada por un malvado arcoíris de uno de los minijuegos anteriores, quien se revela a sí mismo como el último jefe del juego. Tras ser derrotado, el arcoíris acusará a los animatrónicos de haber hecho trampa antes de destruirse. Como un pequeño adelanto de Five Nights at Freddy's: Sister Location, la escena final mostrará al "hombre del escritorio" siendo asesinado por su propia creación: Circus Baby.

## Jugabilidad
FNaF World es un videojuego de rol de mundo abierto con elementos de aventura; el jugador puede escoger entre dos modos para jugar, "Adventure" y "Fixed Party", al igual que puede escoger entre dos niveles de dificultad, ya sea un modo normal o un modo difícil. El jugador comenzará eligiendo dos grupos que constan de cuatro personajes cada uno: los animatrónicos originales — Freddy Fazbear, Bonnie, Chica y Foxy — y sus versiones modernizadas del segundo juego, pudiendo ser intercambiados dentro y fuera de sus respectivos grupos. A medida que el jugador continúa, recolectará más animatrónicos para colocar en sus grupos, haciendo un total de 48 personajes de las primeras cuatro entregas. En el camino, un personaje conocido como "Fredbear", le dará consejos al jugador sobre qué hacer a continuación; con frecuencia, estos consejos rompen la cuarta pared debido a la aparente conciencia de Fredbear de la situación en la que se encuentra.
Principalmente, la jugabilidad consiste en explorar a través del mundo abierto del juego para acceder a nuevas áreas. Una vez que estas áreas son reveladas y se presiona un botón especial en ellas, el jugador podrá "saltar" para teletransportarse entre cada área a través de un mapa del mundo. Inicialmente, el mundo era representado en un estilo en 2D de 8-bits, pero a partir de una actualización lanzada en mayo de 2016, el mundo fue rediseñado para transformarse a un estilo en 3D completamente animado. Muchos personajes enemigos podrán ser encontrados a lo largo del juego, cada uno siendo exclusivo de su propia área, con los que se podrá luchar; al derrotar a un enemigo, el jugador obtendrá puntos de experiencia y monedas conocidas como "Faz Tokens", que pueden ser utilizados para comprar mejoras como chips y bites para ayudarse durante el juego.
Mientras tanto, las batallas contra enemigos, que son completamente aleatorias (con la excepción de batallas contra jefes), se llevan a cabo en un campo de juego con un estilo en 3D completamente animado. En las batallas, los animatrónicos del jugador están en el lado derecho, mientras que los enemigos están en el lado izquierdo. Cada animatrónico tiene un medidor de vida ubicado en la esquina superior derecha; al sufrir daños, el medidor disminuye hasta vaciarse, lo que induce a un «knock-out» (representado por una lápida que reemplaza al personaje noqueado), a menos que el jugador seleccione un comando de resurrección disponible en ciertos personajes. Para cada turno, el jugador tiene opciones para cada animatrónico y debe elegir uno de sus tres comandos, que difieren según los personajes. Los comandos tienen diferentes etiquetas de color con diferentes impactos , incluyendo la curación del equipo (rosa), proporcionar mejoras de estado (blanco), ataques para un solo objetivo (naranja), ataques de área (rojo), ataques venenosos (verde) y posibles ataques de muerte instantánea (negro), entre otros. Una vez que termina su turno, el jugador tiene que esperar durante unos segundos hasta que comience el siguiente; además, puede intercambiar su grupo actual con su grupo de reserva en cualquier momento. Finalmente, después de cada batalla, todos los personajes, incluyendo a los noqueados, recuperarán su salud completa. 
A partir de una segunda actualización del juego, el jugador puede viajar a nuevos mundos para jugar una serie de minijuegos en una variedad de modos, con la esperanza de desbloquear nuevos personajes para sus grupos; estos minijuegos incluyen a "Foxy Fighters", "Chica's Magic Rainbow", "Foxy.EXE" y "FNaF 57: Freddy in Space". Curiosamente, este último minijuego tuvo una secuela independiente titulada Freddy in Space 2, siendo lanzada de manera gratuita el 3 de diciembre de 2019 a través de Game Jolt.

### Escenario
FNaF World tiene lugar en un colorido mundo animado repleto de felicidad y ternura, habitado tanto por los personajes animatrónicos de la franquicia de Five Nights at Freddy's como por misteriosos enemigos, que viven en diferentes biomas, incluyendo llanuras nevadas, bosques profundos, cementerios, lagos, carnavales y cuevas; también existe una dimensión interna conocida como "Flipside", siendo el código de juego del mundo, en el que hay varios «glitches» que permiten viajar a lugares que, de otro modo, serían inaccesibles; esta dimensión tiene cuatro capas en total, aunque ir más allá de la tercera es un punto sin retorno.

## Desarrollo
El 15 de septiembre de 2015, Scott Cawthon confirmó el juego mediante una publicación en los foros de la comunidad de Steam. Más tarde, un tráiler oficial fue lanzado, presentando a los animatrónicos de las cuatro primeras entregas de una manera "infantil". No obstante, el tráiler fue considerado como un engaño debido a acciones de relaciones públicas similares tomadas por Cawthon; sin embargo, esto no fue refutado hasta el lanzamiento del juego. Además, Cawthon señaló que el juego era un «spin-off», considerando que la historia principal de Five Nights at Freddy's concluyó con el cuarto juego. Originalmente, se planeó el lanzamiento para el 2 de febrero de 2016, pero fue reprogramado para el 22 de enero del mismo año, aunque finalmente fue lanzado un día antes, el 21 de enero, de manera digital a través de Steam.
Tras su lanzamiento, el juego fue duramente criticado tanto por la comunidad como por los críticos debido a su falta de características clave, por ser inestable y, generalmente, por estar inacabado, causando que Cawthon se disculpara, afirmando que "estaba demasiado ansioso por mostrar las cosas que habían terminado, que no prestó atención a las cosas que no habían terminado", y estuvo de acuerdo con la comunidad en que apresuró el lanzamiento, por lo que el mal estado del juego fue inaceptable. Poco después, Cawthon declaró que trabajaría duro para poner el juego en orden, pero esto, eventualmente, lo llevó a retirar temporalmente el juego de Steam, ofreciendo reembolsos a todas las personas que lo compraron. Más tarde se anunció que, una vez que el juego sea arreglado, sería lanzado de manera gratuita a través de Game Jolt, y permanecería gratuito a partir de ese momento.
El 8 de febrero de 2016, tal como se había prometido, se lanzó una versión actualizada del juego de manera gratuita a través de Game Jolt, presentando un nuevo mundo y otras características nuevas. El 13 de mayo del mismo año, se lanzó una segunda actualización del juego, presentando nuevos personajes y un nuevo mapa, así como actuaciones de voz. Sin embargo, en enero de 2017, Cawthon disipó los rumores de una altamente especulada "tercera actualización", revelando que ya no habrían más actualizaciones para el juego, y expresó su insatisfacción, afirmando que la mayoría de los errores cometidos en el desarrollo se hicieron "muy temprano", diciendo que intentar arreglarlo significaría "rehacer el juego desde cero"; esto causó su eliminación tanto de Steam como de Android.

### Lanzamiento
FNaF World fue lanzado el 21 de enero de 2016 por primera vez para Microsoft Windows a través de Steam. Poco después, el juego fue relanzado gratuitamente el 8 de febrero de 2016 a través de Game Jolt. El 12 de enero de 2017, se lanzó un puerto para Android a través de Google Play Store, pero fue retirado un día después, el 13 de enero del mismo año, debido a su mala optimización en el puerto.

## Recepción
FNaF World recibió críticas generalmente mixtas entre la comunidad y los críticos, con muchos YouTubers responsables de lanzar la franquicia a su gran popularidad, como Markiplier, optando por no jugarlo, probablemente cambiando la forma en que los críticos respondieron al «spin-off». Sin embargo, Angelo M.  D'Argenio de The Escapist le dio una calificación decente de tres sobre cinco estrellas, afirmando que "Five Nights at Freddy's World es una parodia de estilo retro de los juegos de rol japoneses que ahora se siente incompleta, pero que está mejorando constantemente a medida que salen las actualizaciones". Sin embargo, esto no lo volvió tan popular como los otros juegos de la serie. Por otra parte, The Gaming Ground también le dio una calificación satisfactoria de tres estrellas y media sobre cinco al juego.